# Susticacán
Susticacán là một đô thị thuộc bang Zacatecas, México. Năm 2005, dân số của đô thị này là 1235 người.